# Wesenitz

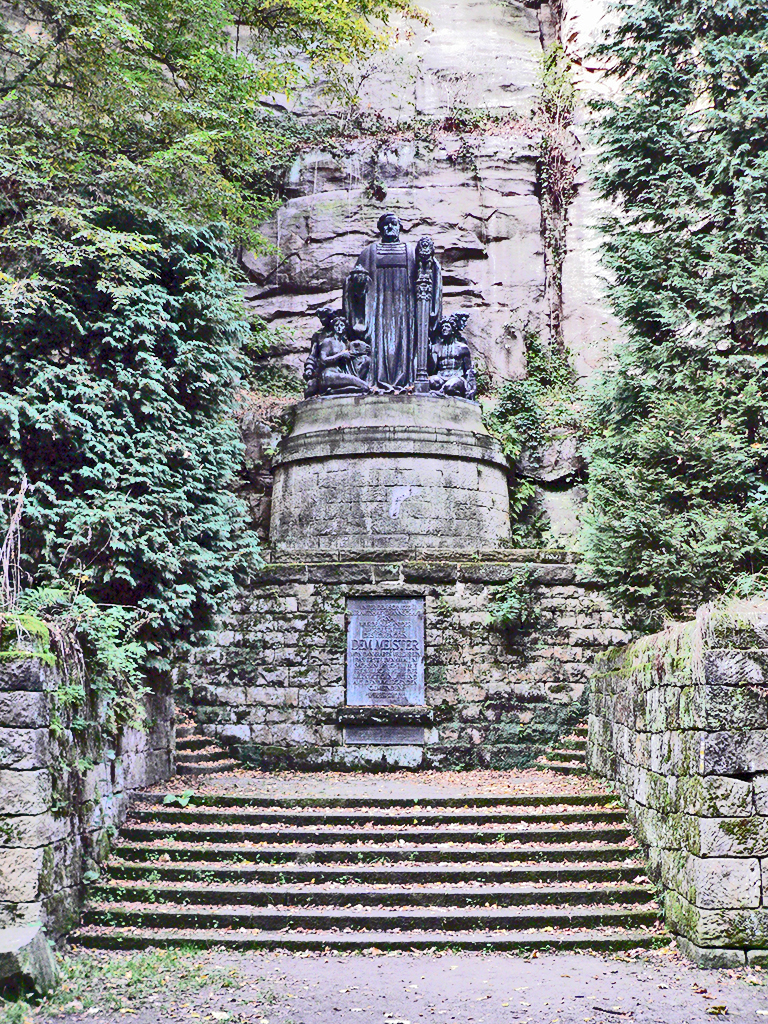
Tượng đài Richard Wagner bởi Richard Guhr

Wesenitz là một con sông ở Bang tự do Sachsen, Đức, là chi lưu phía phải của sông Elbe. Tổng chiều dài sông Wesenitz là 83 km. Sông Wesenitz chảy qua các vùng du lích cao nguyên Lusatia và Saxon Switzerland. Tên nó lấy theo tiếng Sorbia wjaz (Elm).

## Địa lý
Sông Wesenitz bắt nguồn gần Neukirch/Lausitz và chảy theo hướng tây nam qua Bischofswerda, qua Großdrebnitz, qua Stolpen và Dürrröhrsdorf-Dittersbach. Sông Wesenitz nhập vào sông Elbe gần Pirna.